# Kerava–Lahti-vasútvonal
A Kerava–Lahti-vasútvonal egy vasútvonal Finnországban Kerava vasútállomás és Lahti vasútállomás között. A vasútvonal 1524 mm-es nyomtávolságú, 75,7 km hosszú, 25 kV 50 Hz-cel villamosított.

## Története
1990-ben a Helsinki-Riihimäki-vasútvonal kapacitásproblémái miatt a közlekedési minisztérium tanulmányt készíttetett egy új, Helsinkit Kelet-Finnországgal összekötő vonal megépítéséről. Az új összeköttetéshez három fő útvonalat javasoltak: Helsinki-Lahti-Mikkeli, Helsinki-Kouvola és Helsinki-Kotka-Hamina-Luumäki. Mindhárom lehetőséget jobbnak ítélték, mint a meglévő vonalak egyszerű korszerűsítését. A Kotka opciót találták a három közül a gazdaságilag legkevésbé életképesnek, míg a Lahti és Kouvola opciót nagyjából azonosnak találták ebből a szempontból. A tanulmány 1992-ben készült el, és a Lahti opciót támogatta.
A Kerava-Lahti vasútvonal építése négy évig tartott és 331 millió euróba került. 1977-ben a Jämsänkoski-Jyväskylä vonal befejezése óta ez volt akkoriban az első új személyszállító vasútvonal, amelyet Finnországban megnyitottak, és 26 kilométerrel csökkentette a távolságot Kerava és Lahti között. A finanszírozást a finn kormány és az Európai Unió biztosította, az útvonal az EU „Északi háromszög” TEN-T stratégiai közlekedési útvonalának részét képezte.

## Szolgáltatások
A vonalat rövidítésként használják a Helsinkiből a kelet-finnországi városokba, köztük Kouvolába, Kuopióba és Joensuuba közlekedő járatok, amelyek a Kerava-Lahti vonal megépítése előtt mind a Riihimäki vonalát használták. A helsinki elővárosi vasút Z vonata is használja a vonalat.

## Jövőbeli tervek
Vannak javaslatok egy hasonló közvetlen vasútvonal építésére Helsinki központjából a Helsinki repülőtéren és Porvoón keresztül Kouvolába (Itärata néven), amely a kelet-finnországi városok, például Kuopio, Joensuu, Lappeenranta és Mikkeli felé irányuló forgalmat bonyolítaná le, és rövidebb menetidőt biztosítana Helsinki és e városok között, mint amit jelenleg a Kerava-Lahti vonal kínál.